# Eisenbahnunfall von Barneau
An dem Eisenbahnunfall von Barneau, auf einer Brücke südöstlich von Paris, am 13. August 1918 waren drei Züge beteiligt. 20 Menschen starben.

## Ausgangslage
Die zweigleisige Strecke von Paris-Bastille nach Marles-en-Brie führt zwischen Solers und Barneau auf einer Brücke über den Fluss Yerres. Die Zugsicherung bestand auf dieser Strecke im „Fahren im Zeitabstand“. Musste ein Zug außerplanmäßig halten, so war er nach hinten mit Knallkapseln zu sichern.

## Unfallhergang
Ein erster Zug blieb auf der Yerres-Brücke liegen. Zugbegleiter sicherten ihn vorschriftsmäßig nach hinten mit Knallkapseln. Der Folgezug fuhr gleichwohl in den Zug hinein. Dabei entgleisten die beiden letzten Wagen des Zuges, wurden zertrümmert, und deren Reste ragten auch in das Gleis der Gegenrichtung hinein. In die Trümmer fuhr nun ein in die Gegenrichtung verkehrender Zug, der ebenfalls entgleiste und von dem einige Wagen von der Brücke stürzten.

## Folgen
20 Menschen starben, 30 wurden darüber hinaus verletzt.